# Julius Blaschke
Julius Blaschke (ur. 21 marca 1866 w Kostomłotach, zm. 23 stycznia 1922 w Głogowie) – niemiecki historyk, kompozytor muzyki organowej i pedagog związany z Głogowem.

## Życiorys
Ukończył Katolickie Seminarium Nauczycielskie we Wrocławiu, równolegle pobierał naukę w Akademickim Instytucie Muzyki Kościelnej. Początkowo pracował w Poniatowie i Trzcinicy Wołowskiej, ucząc w szkołach katolickich. Dwa lata po zaliczeniu drugiego egzaminu nauczycielskiego w 1888 otrzymał posadę nauczyciela w Szkole Ludowej w Głogowie, równocześnie został organistą w miejscowym kościele parafialnym. Od 1900 przez dziewięć lat uczył rysunku w gimnazjum humanistycznym. Pasją Juliusa Blaschkego było badanie dziejów miasta Głogowa i jego okolicy, ich wyniki publikował w formie artykułów i publikacji. Otwarcie pisał o słowiańskich korzeniach Głogowa. Poza pisaniem o historii miasta komponował utwory organowe, ale traktował to jako dodatkowe zainteresowanie. Zmarł nagle 23 stycznia 1922, mając 56 lat. W dowód uznania w połowie lat 20. zmieniono nazwę ulicy Polskiej w Głogowie, nazywając ją jego imieniem.

## Twórczość
W 1906 opublikowano pierwszą książkę Juliusa Blaschkego pod tytułem Die Belagerung Glogaus im Jahre 1806 (Oblężenie Głogowa w 1806), która ukazała się w setną rocznicę oblężenia i zdobycia miasta przez wojska francuskie. Największym dziełem jest pisana w latach 1902–1912 Geschichte der Stadt Glogau Und des Glogauer Landes (Historia miasta Głogowa i ziemi głogowskiej). Przy tworzeniu tego dzieła autor posiłkował się wiedzą zaczerpniętą z wydawanej przez ponad sto lat prasy głogowskiej, 144 tomów "Śląskiego Dziennika Prowincjonalnego" ("Schlesische Provinzial-Blätter"), 45 tomów "Czasopisma Związku dla Historii Śląska" ("Zeitschrift des Vereins für Geschichte Schlesiens"), 33 Sprawozdań Zarządu Magistratu (Verwaltungsberichte des Magistrats). Do czasów obecnych monografia pióra Blaschkego jest jedną z najważniejszych pozycji opisujących dzieje Głogowa.